# Mondang (Sosa)
Mondang is een bestuurslaag in het regentschap Padang Lawas van de provincie Noord-Sumatra, Indonesië. Mondang telt 1055 inwoners (volkstelling 2010).